# Andrea Giovene
Andrea Giovene (Napoli, 10 ottobre 1904 – Sant'Agata de' Goti, 8 luglio 1995) è stato uno scrittore italiano.

## Biografia
Nacque a Napoli nel 1904 nella famiglia dei duchi di Girasole, una delle più nobili e antiche dinastie napoletane. Cosmopolita per educazione e per cultura, lasciò giovanissimo la sua casa e i privilegi della sua famiglia per girare il mondo, facendo mille mestieri e sviluppando molteplici aspetti della sua personalità eclettica: dal commesso in libreria al maestro di ballo a Milano, poi ufficiale di cavalleria a Ferrara, imbianchino a Parigi, impiegato in una società di navigazione, pittore, poeta, traduttore, giornalista, letterato – fondò e diresse la rivista Vesuvio (1928-29) –, collaboratore del Gazzettino di Venezia e del Mattino di Napoli.
A partire dalla metà degli anni 1930 pubblicò due opere di narrativa: Viaggio (Ricciardi, 1936) e Incanto (Ricciardi, 1940). Durante la Seconda guerra mondiale fu capitano di cavalleria in Grecia, poi prigioniero in un campo di concentramento in Polonia e Germania (1941-45), dove assistette alla caduta di Berlino.
Finita la guerra, fu nella Commissione studi post-bellica del Ministero (1946), quindi vicedirettore del quotidiano Il Mattino d’Italia (1950-52). Finanziò gli scavi archeologici della necropoli greca di Palinuro, fu redattore capo della sezione napoletana del il Tempo, antiquario, esperto di pesca subacquea, bibliofilo.
Tra le altre opere pubblicate ricordiamo il saggio Fatti di Grecia, Polonia e Germania (1954) e la traduzione della Lesbia di Catullo (1955), che realizzò durante la prigionia.
Visse negli ultimi anni in parte a Londra con il figlio Lorenzo, avvocato, e in parte in Italia e Germania. Morì nel 1995 a Sant'Agata de' Goti.

## L'autobiografia di Giuliano di Sansevero: un caso letterario
Nel 1965 Andrea Giovene, alla ricerca di un editore per la sua opera, fece stampare a proprie spese un migliaio di copie del secondo libro dell'Autobiografia di Giuliano di Sansevero, che spedì a personalità della cultura italiane e straniere. Una di queste finì nelle mani di Edvard Robert Gummerus, scrittore finlandese e studioso di letteratura svedese a Napoli, che procurò un contratto di pubblicazione a Giovene per le quattro lingue scandinave.
L'interesse di Gummerus proseguì nel tempo con un importante sostegno del romanzo, al punto da suggerire la candidatura di Giovene per il Premio Nobel. In seguito, il corrispondente romano del settimanale svedese Expressen intervistò a Napoli l'autore e il 7 luglio 1966 l'articolo fu pubblicato con il titolo sensazionalistico Don Andrea: Una rivelazione letteraria mondiale?.
Le settimane seguenti videro un crescendo di interesse in Italia: La Civiltà Cattolica dedicò un lungo articolo all'Autobiografia e la Rizzoli decise di pubblicare questa opera monumentale di quasi millecinquecento pagine. I primi due capitoli dell'Autobiografia uscirono nel 1966, con grande investimento pubblicitario e promozionale, scalando in poche settimane le classifiche di vendita. Buona parte della stampa italiana citò Il Gattopardo come possibile parallelo, ma l'analogia fu più volte respinta sia dall'autore che dalla maggior parte dei critici. Alle edizioni italiane e scandinave si aggiunsero via via quella americana, inglese, tedesca, spagnola e francese.
Dopo gli anni 1970, L'autobiografia venne cadde nell'oblio fino al 2012 quando Elliot Edizioni decise di ripubblicarla in un unico volume con l'introduzione di Emanuele Trevi.
Nel 2023 fu pubblicata una nuova edizione in tedesco per Galiani di Berlino con traduzione di Moshe Kan. Fu anche pubblicato il libro Leggendo il Romanzo del Duca di Girasole di Grazia Ietto Gillies sull'Autobiografia e le sue vicende con digressioni da parte dell’autrice.

## Opere
- Viaggio (1936)
- Incanto (1936)
- Fatti di Grecia, Polonia e Germania (1954)
- Elegia di Vertunno (1957)
- Autobiografia di Giuliano di Sansevero (1966-1970 Rizzoli; 2012 ristampa Elliot Edizioni)